# Elektrický generátor

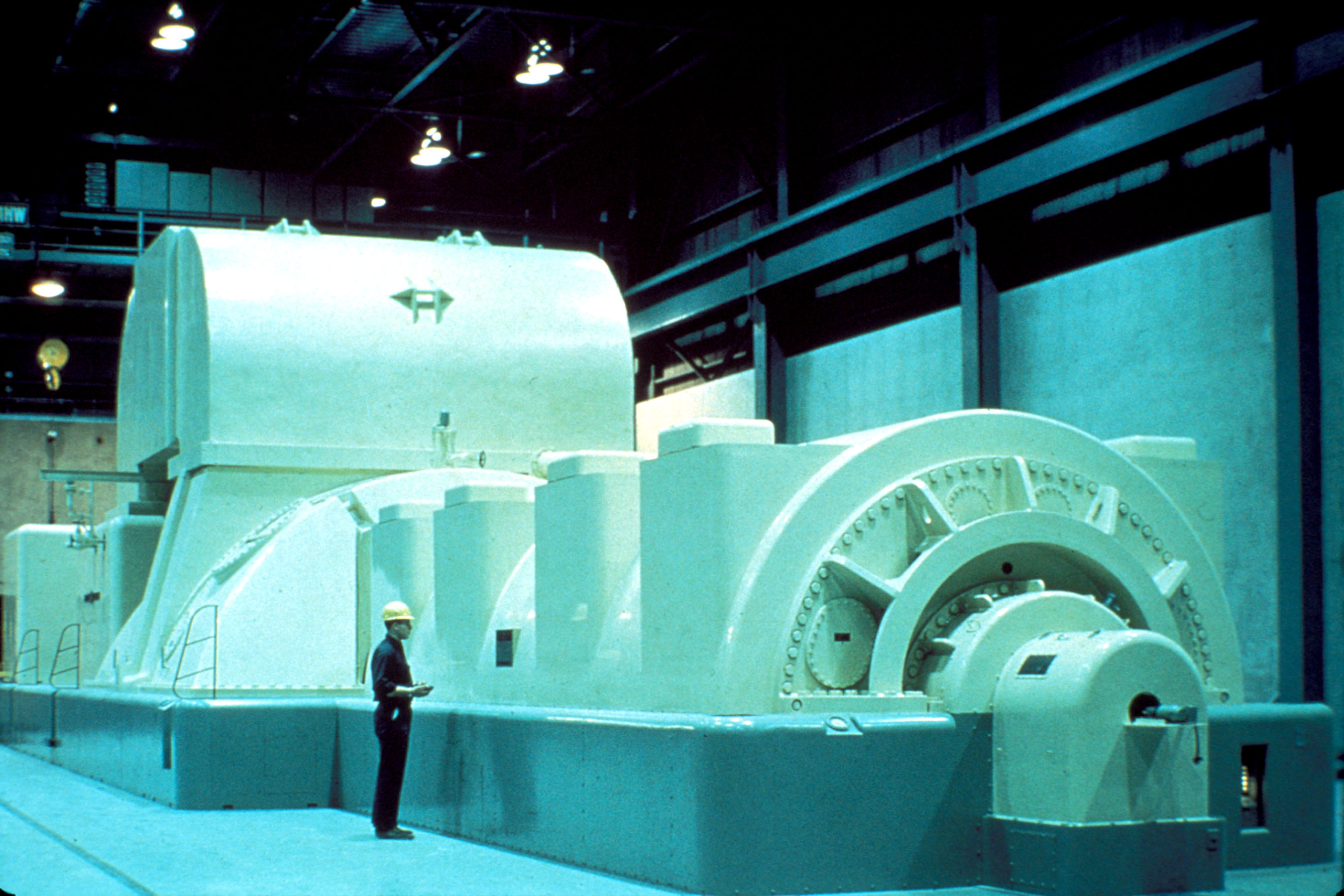
Generátor poháněný parní turbínou

Elektrický generátor je v elektrotechnice typ elektrického stroje, který slouží k přeměně mechanické energie na elektrickou energii. Elektrické generátory se využívají pro výrobu elektrického proudu, přičemž mechanickou energii odebírají například z parní turbíny (turbogenerátor v elektrárně), vodní turbíny (hydrogenerátor ve vodní elektrárně), motoru (např. v automobilu, elektrocentále). Generátor se skládá z rotoru a statoru, kdy obyčejně rotor vytváří točivé magnetické pole a ve statoru jsou umístěny cívky, ve kterých je indukováno elektrické napětí.

## Druhy generátorů

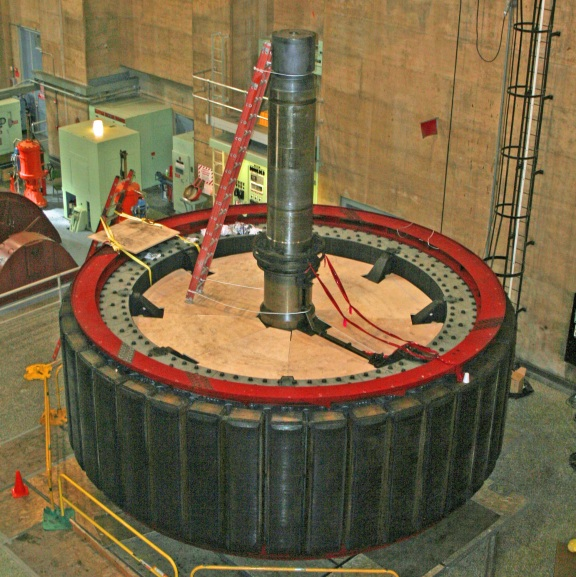
Rotor z generátoru v přehradě.

### Podle konstrukce
- s vyniklými póly (hydrogenerátor)
  - pomaloběžné (stovky otáček za minutu)
  - typicky ve vodních elektrárnách, kde je pohání vodní turbína
  - hydrogenerátor má větší průměr, ale menší délku osy
- s hladkými póly (turbogenerátor)
  - rychloběžné (tisíce otáček za minutu), typicky dvoupólové
  - typicky v tepelných elektrárnách, kde je pohání parní turbína
  - turbogenerátor má menší průměr, ale delší osu (kvůli omezení odstředivé síly)
  - budicí vinutí je uloženo v drážkách

### Podle druhu proudu
- střídavý generátor
  - alternátor – vytváří střídavý proud, nemá komutátor, z čehož plyne menší poruchovost a snadnější údržba
  - magneto – vytváří střídavý proud, využívá permanentní magnety (nemá komutátor)
- stejnosměrný generátor
  - dynamo – vytváří stejnosměrný proud, který je získáván prostřednictvím komutátoru, dnes se již nepoužívá.[1] Podle zapojení mezi budicím vinutím statoru a vinutím kotvy (kvůli regulaci) rozlišujeme:[2]
    - generátor s cizím buzením
    - derivační generátor
    - kompaundní generátor
- speciální
  - unipolární generátor – napětí vzniká mezi středem a okrajem desky, rotující v magnetickém poli

Jako generátor mohou být použity i elektromotory (např. při rekuperaci), které však mají menší účinnost.